# 열혈강호 온라인
열혈강호 온라인은 만화 《열혈강호》를 원작으로 한 2004년 11월 25일에 출시된 대규모 다중 사용자 온라인 롤플레잉 게임이다. KRG 소프트에서 개발하고 엠게임에서 배급하였다. 2013년 1월에 열혈강호 2가 출시되었지만 현재까지도 정상 운영 중이다. 중국, 태국, 말레이시아, 싱가포르 등지로도 진출했으며, 큰 호응을 얻었다.
오픈 첫날 5만여 명이 가입하여 서버 전 채널이 마비되는 등 인기를 끌었다. 메인 서버인 중원, 북해에 이어 남림과 서막을 증설하여, 2004년 12월 20일 4개 서버, 40개 채널로 확대되었으며, 누적 회원수 200만에 이른다. 2010년 6월 29일 패왕 서버가 추가되며 서버 명칭은 추혼, 복마+현무, 화룡, 패왕으로 변경된다. 2012년 새로운 맵 화정평원 및 신규캐릭이 악사 가 추가되었으며, ui 등을 교체, 새단장하였다 2013년 신규캐릭터 한비광이 출시되었으며, 이후에도 신규캐릭터 담화린,노호,매유진,미고,격투가가 출시되었으며, 2022년현재 도,검,창,궁,의,단,악,담화린,한비광,노호,매유진,미고,격투가(총13개직업)과 담화린서버,한비광서버,발리서버 총3개서버운영중으로 인기리에 많은 유저들이 육성 중이다.

## 직업
도(刀)
도를 직업으로 선택한 캐릭터는 기본 체력과 방어력은 높지만 공격의 정확도가 낮은 단점이 있다.

검(劍)
검을 직업으로 선택한 캐릭터는 체력은 약간 낮고 방어력은 기본 수준이지만 공격의 정확도가 높다는 특징이 있다.

창(槍)
창을 직업으로 선택한 캐릭터는 체력과 방어력이 낮고 공격속도가 느리지만 가장 강한 공력력을 보유한 캐릭터이다.

궁(弓)
궁을 직업으로 선택한 캐릭터는 활과 화살을 무기로 사용하기 때문에 원거리 공격이 가능하고 높은 회피율의 특징이 있다.

의(醫)
의원을 직업으로 선택한 캐릭터는 체력과 공격력은 낮지만 남을 치료하는 능력을 가지고 있으며, 원거리 공격이 가능하다.

단(斷)
단을 직업으로 선택한 캐릭터는 체력과 방어력이 낮지만 공격속도가 빠르고 한번에 치명적인 공격이 가능하다.

악(樂)
악사는 현금류를 무기로 사용하는 직업으로써, 기본적인 능력은 전반적으로 낮으나 자신의 감정 상태를 제어하여 상황에 따라 강력한 일격을 가하거나,한번에 다수의 적을 공격하거나, 적에게 치명적인 디버프를 거는등 다양한 활용이 가능한 캐릭터이다.
악사의 스테이터스는 방어력과 체력은 낮고 공격력과 내공은 높은 형태의 공격형 성향의 캐릭터이다.

한비광
열혈강호의 주인공으로서 무림 팔대기보 중 으뜸이라는 [화룡도]를 사용한다.
도 캐릭터보다 방어력은 낮지만 보다 공격적인 특성을 가진 캐릭터이다.

담화린
열혈강호의 여주인공으로서 무림 팔대기보 중 [복마화령검]을 사용한다.
검 캐릭터보다 높은 회피를 가지고 있으며, 상대방의 빈틈은 노려 한방을 노리는 캐릭터이다.

격투가
격투가는 주먹과 발을 이용한 육체능력을 사용하여 전투를 하는 직업으로 극한의 육체단련을 통해 체력이 높은 캐릭터이다.

매유진
한비광을 마음에 두고 있는 듯하지만, 담화린을 의식하여 겉으로 표현하지 못하는 내성적인 성격의 여인으로 무림 팔대기보 중 [현무파천궁]을 사용한다.
공격력은 뛰어나지만, 방어력은 취약한 전형적인 공격형 캐릭터

노호
열혈강호의 주요 인물로서 무림팔대기보 중 [추혼오성창]을 사용한다.
이를 이용하여 다수의 적을 공격하거나, 하나의 적에게 집중 공격한다.

미고
열혈강호의 주요 인물로서 동령의 신녀로 추앙받는 인물이다.
무림팔대기보 중 [한옥신장]을 사용하며 여러 가지 상태이상 공격과 회복, 해제, 면역등의
다양한 형태의 플레이를 할 수 있다. .

## 간단한육성방법
- 1 ~ 10 야묘,두꺼비
- 10 ~ 25 산적 감시대
- 25 ~ 35 산적,사호방
- 35 ~ 40 녹림,죽림
- 40 ~ 55 흑호파티
- 60 ~ 65 오수
- 70 ~ 70 은맹
- 70 ~ 85 스라
- 85 ~ 90 백설,남명동(동굴안)
- 90 ~ 100 거미,백송,백무,남명동(동굴안)
- 100 ~ 110 식인종
- 110 ~ 120 이락인
- 120 ~ 130 분혼마록
- 130 ~ 140 산적 간부
- 140 ~ 150

-대략적인 진행 방식이며 +_ 5렙정도 차이가 나도 전혀 지장이없다)
-35부터는 파티플레이시의 진행 방식이며, 솔플시 자신의 렙과 같거나 1~3렙정도 차이가 나는 몬스터가 적당하다)
```
- 렙별 몬스터는 열혈강호 가이드에 아주 잘 설명되어있다
```

## 국민템
열혈강호 아이템의 완작은 [명품](품질)140(합성내역 35*4)/10(강화수치)/10(속성)/5(각성)/5(기보) 이라 표기한다.
- 10렙장비: 무기 15/6/8독속성 8/8외공 의복 8/5 세트 8/5내갑 ( 10-60 까지는 5강을 주로쓰고 6강을 사용하는유저도 있다)
- 35렙장비: 무기 15/6/8독속성 (무기만교체) 의원캐릭은 힐러전향시 이때부터 2모기가 4줄발린 무기를 사용한다

(악세: 투지환,천이환)
- 60렙장비: 무기 100/6/8독속성 8/8외공 의복 궁케릭은 8/6/8 단캐릭은 15/6/8 / 8/5 세트 8/5내갑 - 이때부터 8/5(호품) 셋이나 8/5(명품) 셋등이 등장

(악세: 천지환,용이환) 신영주
- 80렙장비: 무기 120/6/8화속성 /

```
궁캐릭,단캐릭 8/6/8 / 8/8불
```

옷 10방/6세트 85내갑부터 10/6 내갑
```
(무기의경우 독속성도 많이쓴다)
```

(악세: 청이환,무공지환-무공캐릭 극지환-평타캐릭 황존영주
적당한 현질시 가능한 아이템들이며, 60렙까지는 대여템(임영복의뢰) 사용이 가능하다
밑에 내용 아는사람 밑에 내용좀 추가 해줘요
100렙
110렙 1식
120렙 2식
130렙 3식
140렙 4식
150렙 5식

## 수상경력
- 2005 게임대상 대통령상[4]
- 2005 게임대상 인기상
- 10대 인기 게임상
- 온라인게임 운영상
- 온라인사업 지원상
- 게임기업 신예상